# Christophe-Cortasse de Sablonet
Christophe Cortasse de Sablonet, né le 27 juin 1736 à Apt (Vaucluse), mort le 20 juin 1793 à Lyon (Rhône), est un général de brigade de la Révolution française.

## États de service
Il entre en service le 1er septembre 1755, dans le régiment d'Archiac cavalerie, il sert en Allemagne en 1757 et 1758, et il passe au régiment d'Enghien le 1er septembre 1758. Il sert de nouveau en Allemagne de 1759 à 1762, et il est nommé lieutenant aux grenadiers de France le 29 janvier 1762. Il reçoit son brevet d'aide major le 1er février 1763, celui de capitaine le 1er janvier 1766, et il est réformé le 4 août 1771.
Il est nommé colonel le 12 août 1772, au Régiment de la Martinique, et il sert en Martinique le 1772 à 1779. Il est fait chevalier de Saint-Louis le 4 août 1773. Lieutenant de roi de la ville de Saint-Pierre, et brigadier des colonies le 10 juillet 1779, il devient brigadier d'infanterie le 1er janvier 1784.
Le 1er avril 1788, il commande le bataillon de garnison de Guyenne, et il est promu maréchal de camp le 21 septembre 1788. En 1793, il prend part à l’insurrection fédéraliste de Lyon, et il est blessé grièvement à la jambe par un boulet le 29 mai 1793, lors d’un guet-apens.
Il meurt à l'Hôtel-Dieu de Lyon le 20 juin 1793, des suites de ses blessures.

## Sources
- (en) « Generals Who Served in the French Army during the Period 1789 - 1814 : Eberle to Exelmans »
- La Provence artistique & pittoresque, Marius Olive, Marseille, avril 1882, p. 358-371.
- Côte S.H.A.T. : 4 YD 3396
- Georges Six, Dictionnaire biographique des généraux & amiraux français de la Révolution et de l'Empire (1792-1814), Paris : Librairie G. Saffroy, 1934, 2 vol., p. 408